# 8045 Kamiyama
A 8045 Kamiyama (ideiglenes jelöléssel 1995 AW) a Naprendszer kisbolygóövében található aszteroida. Kobajasi Takao fedezte fel 1995. január 6-án.